# HTC One mini
Das HTC One mini ist eine verkleinerte Abwandlung des HTC One, das für einen vergünstigten Preis auf einige Eigenschaften verzichtet.

## Ausstattung
Im Vergleich zum HTC One wurde die Anzahl der Prozessorkerne halbiert, ebenso wie der Arbeitsspeicher. Der Bildschirm wurde um 0,4" auf 4,3" verkleinert und die Auflösung von 1920 × 1080 auf 1280 × 720 Pixel verringert. Optisch ähnelt das Gerät stark dem One, ist aber um wenige Millimeter kleiner und einige Gramm leichter. Statt der geschliffenen Kanten des One besitzt das mini einen Rahmen aus Polycarbonat. Weitere Funktionen, die eingespart wurden, sind der optische Bildstabilisator bei sonst gleichbleibender Kameraausstattung, sowie NFC und der Infrarotsender. Der interne Speicher umfasst 16 GB und ist nach wie vor nicht erweiterbar. Ebenso wurde der nicht wechselbare Akku auf 1800 mAh verkleinert.